# 임실고등학교
임실고등학교(任實高等學校)는 대한민국 전북특별자치도 임실군 임실읍 이도리에 있는 공립 고등학교이다.

## 학교 연혁
- 1976년 3월 8일 : 개교 및 입학
- 1979년 1월 13일 : 제1회 졸업 (159명)
- 2012년 3월 1일 : 일반고로 전환
- 2017년 3월 1일 : 혁신학교 지정
- 2023년 3월 1일 : 혁신 +학교 지정
- 2023년 3월 1일 : 제18대 이선구 교장 부임
- 2024년 2월 7일 : 제46회 졸업

## 참고 자료
- 임실고등학교 - 한국교육학술정보원 학교알리미